# Карнеџијева улица (Београд)
| КАРНЕЏИЈЕВА · улица | КАРНЕЏИЈЕВА · улица                                   |
| ------------------- | ----------------------------------------------------- |
|                     |                                                       |
| Општина             | Палилула                                              |
| Почетак             | Булевар краља Александра                              |
| Крај                | Улица краљице Марије (некадашњи назив улице 27. март) |
| Дужина              | 300 m                                                 |
| Створена            | 1930.                                                 |
| Названа             | 1930.                                                 |
|                     |                                                       |
|                     |                                                       |
| Улица Карнеџијева   |                                                       |

Карнеџијева улица је улица на Палилули, у Београду.
Простире се од Булевара краља Александра 69, поред хотела Метропол и Технолошко-металуршког факултета, до Улице краљице Марије (некадашњи назив улице 27. март).
Одатле се наставља у улицу Владетину.
Улица је добила назив по америчком индустријалцу, шкотског порекла Ендру Карнегију.

## Историја
Ендру Карнеги се 1901. године повукао из пословног живота, део свог имања је дао у добротворне сврхе: за међународни мир и за унапређење образовања. Од његове имовине основан је Карнегијев фонд, из које је подигнуто преко 3000 зграда за библиотеку у разним крајевима Америке и света. Карнегијева задужбина је 1926. помогла подизање Универзитетске библиотеке (данас Универзитетска библиотека "Светозар Марковић") у Београду са 100.000 долара, а град Београд је дао земљиште. Обзиром на чињеницу да се Универзитетска библиотека "Светозар Марковић" својом бочном страном налази у улици Карнеџијевој, улица је по донатору добила назив.

## Познати објекти
- Архив Србије
- Технолошко-металуршки факултет
- Мали Ташмајдански парк
- бочна страна хотела Метропол
- бочна страна Универзитетске билиотеке "Светозар Марковић"

## Суседне улице
Улица Карнеџијева се налази измећу улица:
1. Булевар краља Александра
2. Краљице Марије

Карнеџијева се наставља у улицу Владетину.